# Friedrich Ludwig III. Truchsess zu Waldburg

Friedrich Ludwig III. Graf Truchseß zu Waldburg, Lithographie von Friedrich Oldermann nach einer Zeichnung von Franz Krüger, um 1840

Graf Friedrich Ludwig III. Truchseß zu Waldburg (* 25. Oktober 1776 in Tangermünde; † 18. August 1844 in Turin) war ein preußischer Generalleutnant, Diplomat und Politiker aus dem Haus Waldburg-Capustigall.

## Leben
Friedrich Ludwig wuchs im ostpreußischen Schloss Waldburg-Capustigall bei Königsberg auf. Seine Eltern waren der preußische Major und Kammerherr Friedrich Ludwig II. (1741–1807) und dessen erste Frau Albertine Wilhelmine, geborene von Ingersleben (1755–1796).
Von Januar 1791 bis Februar 1801 diente er in Berlin im Regiment der Gardes du Corps, dimittierte anschließend und wurde Kammerherr am württembergischen Hof in Stuttgart. Ab 1804 war er württembergischer Gesandter in Wien, ab 1806 in gleicher Funktion in Paris. Im Mai 1808 erhielt er schließlich den Posten des Oberhofmeisters von König Jérôme Bonaparte in Kassel, nachdem seine Frau schon am 1. Dezember 1807 Oberhofmeisterin von Königin Katharina geworden war.
Etwa im November 1808 berief er Ludwig van Beethoven als Kapellmeister nach Kassel. Beethoven erwog ernsthaft, diesem Ruf zu folgen, lehnte aber im März 1809 ab.
Im Mai 1809 verließen Friedrich Ludwig und seine Frau Kassel. Er hielt sich anschließend längere Zeit in Italien auf und trat am 3. Juni 1813 wieder in preußische Dienste. Als Oberstleutnant war er ab Mitte Dezember 1813 dem Hauptquartier des Fürsten Carl Philipp von Wrede zugeteilt. Friedrich Ludwig nahm 1813/14 an den Befreiungskriegen teil und führte geheime Verhandlungen mit Zar Alexander I. Als preußischer Kommissar begleitete er Napoleon im April 1814 ins Exil auf die Insel Elba und veröffentlichte darüber einen Bericht, der interessante Einblicke in Napoleons Persönlichkeit gewährt.
1816 wurde er preußischer Gesandter in Turin am Hofe des Königs von Sardinien. Eine enge Freundschaft verband ihn mit dem Prinzen Carlo Alberto (1798–1849), der 1831 zum König von Sardinien gekrönt wurde. Seine besondere Fürsorge galt der religiösen Gemeinde der Waldenser, die in den Tälern um Turin in erschreckender Armut lebten. Bereits 1822 nutzte er eine in Verona abgehaltene Konferenz der Heiligen Allianz, um die europäischen Delegierten auf die Missstände aufmerksam zu machen. König Friedrich Wilhelm III. und Zar Alexander I. unterstützten ihn daraufhin beim Aufbau eines Hospitals.
1827 wurde er preußischer Gesandter in Den Haag, wo seine Frau 1831 starb. Im März 1832 kehrte er nach Turin zurück. 1837 erreichte er den Rang eines Generalleutnants, am 15. Oktober 1840 verlieh ihm König Friedrich Wilhelm IV. den Roten Adlerorden I. Klasse mit Eichenlaub. Am 18. August 1844 starb Graf Truchseß-Waldburg in Turin und wurde seinem Wunsch gemäß in Torre Pellice beigesetzt, dem Hauptort der Waldenser.

## Familie
Er war seit dem 12. Juli 1803 mit Prinzessin Maria Antonia von Hohenzollern-Hechingen (* 8. Februar 1781; † 25. Dezember 1831 Den Haag), der Tochter von Hermann von Hohenzollern-Hechingen, verheiratet. Das Paar hatte fünf Kinder:
- Maria Antonia Mathilda (* 8. Mai 1804; † 24. November 1882) ⚭ 8. Mai 1822 Conte Maurizio Nicolis di Robilant (* 19. Juni 1798; † 13. April 1862)
- Hermine Luise Amalie Pauline (* 13. Juni 1805; † 23. September 1872) ⚭ 6. September 1832 George Friedrich Petitpierre von Wesdehlen (1791–1883)
- Louise (* 22. Mai 1807 in Paris; † 23. Mai 1807)
- Mathilde Friederike Maximiliane Josephine, Erbin von Capustigall (* 23. Januar 1813; † 1. Dezember 1858)  ⚭  6. Juni 1835  Richard Friedrich zu Dohna-Schlobitten (1807–1894)
- Philippine Rudolfine (* 28. April 1814; † 22. Juli 1841) ⚭ 12. Juli 1834 Graf Friedrich Karl Alexander zu Dohna-Lauck (1799–1873)

Mit dem Tode von Friedrich Ludwig III. erlosch die Linie Capustigall. Sein Erbe bekam seine Tochter  Mathilde Friederike Maximiliane Josephine und mit ihr ging das Schloss Capustigall an die Linie Dohna-Schlobitten.